# Испанско модернистично движение
Испанското модернистично движение (на испански: Modernismo, Movimiento literario modernistico) е испаноезично литературно движение от късния 19-и и ранния 20 век, започнато в края на 1880-те години от никарагуанския поет Рубен Дарио и първоначално въведено след публикацията на неговата книга със стихотворения и къси истории „Синьо“ от 1888 г. Движението няма проявен манифест или организационни принципи, но произхожда от реакция срещу литературния натурализъм на Емил Зола и срещу широкото буржоазно подчинение към материализма на Западното общество.
Поетите от модернистичното движение използват свободен стих и сетивна образност, за да изразят техните собствени високо индивидуални духовни ценности. Повлияни са от френските символисти и парнасисти в използването на смели, сърцати и дръзки метафори и иновационни стихотворни стъпки. Основните членове на движението, освен Дарио, са поетите Антонио Мачадо и Хуан Рамон Хименес и романистът Рамон дел Вайе Инклан.
Първата фаза на модернизма е маркирана от основаването на периодичното издание на La Revista Azul (1894 – 96) – „Синьото списание“ в Мексико. През това време Дарио пътува много, като подпомага модернизма в Испания с престоите си през 1892 и 1898 и в същото време обикаля из цяла Латинска Америка. Второ важно модернистично издание La Revista Moderna (1898 – 1911) – „Модерното списание (1898 1911)“ е също създадено в Мексико.
Испанският модернизъм като движение завършва към 1920, но неговото влияние остава добре изразено и през 20 век както в поезията, така и в прозата на испански език.